# Bloor Street
Pour les articles homonymes, voir Bloor.

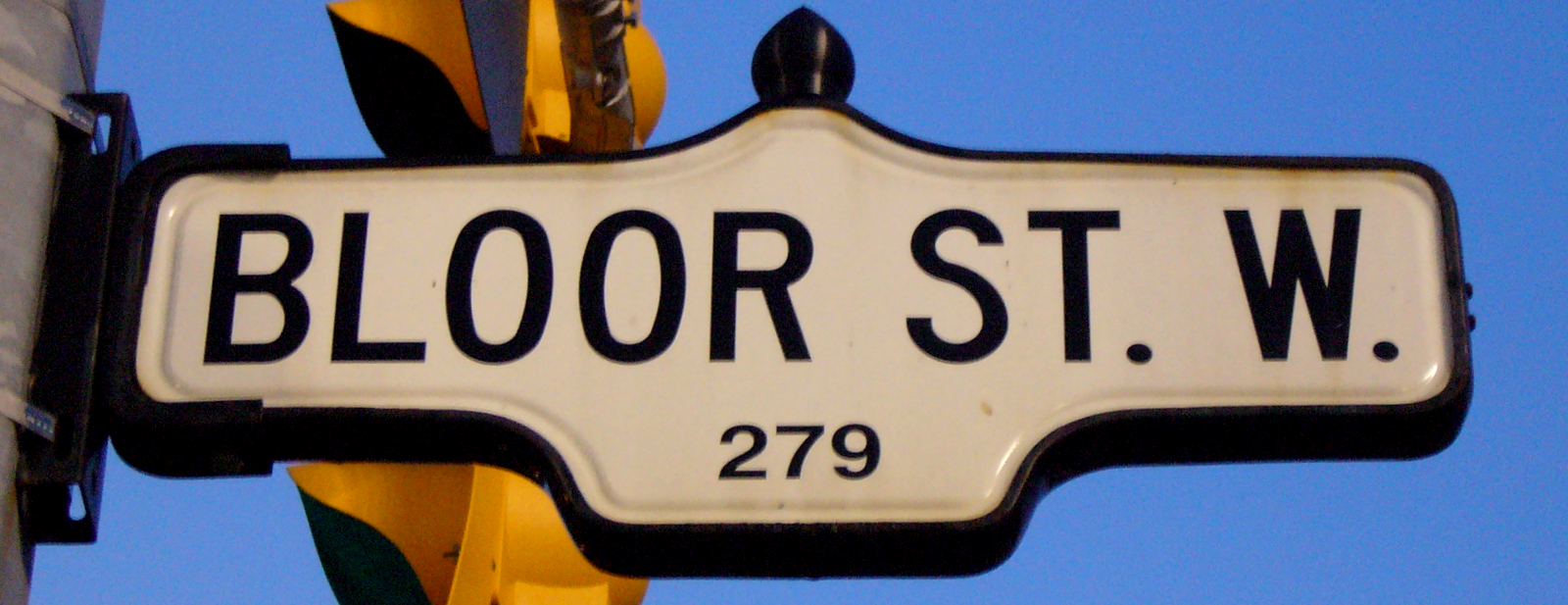
Plaque de rue de Bloor Street

Bloor Street est une rue résidentielle et commerçante traversant d'Est en Ouest la ville de Toronto, dans la province de l'Ontario, au Canada. Elle s'étend de Don Valley Parkway à l'est à Central Parkway, dans la ville de Mississauga, dans la banlieue de Toronto. La rue a une longueur de 25 kilomètres.